# Cranoryssus variegatus
Cranoryssus variegatus is een keversoort uit de familie lieveheersbeestjes (Coccinellidae). De wetenschappelijke naam van de soort is voor het eerst geldig gepubliceerd in 1864 door Philippi.